# NGC 3248
NGC 3248 is een lensvormig sterrenstelsel in het sterrenbeeld Leeuw. Het hemelobject werd op 10 april 1785 ontdekt door de Duits-Britse astronoom William Herschel.

## Synoniemen
- UGC 5669
- MCG 4-25-20
- ZWG 124,24
- PGC 30776